# 佩蓋羅洛山

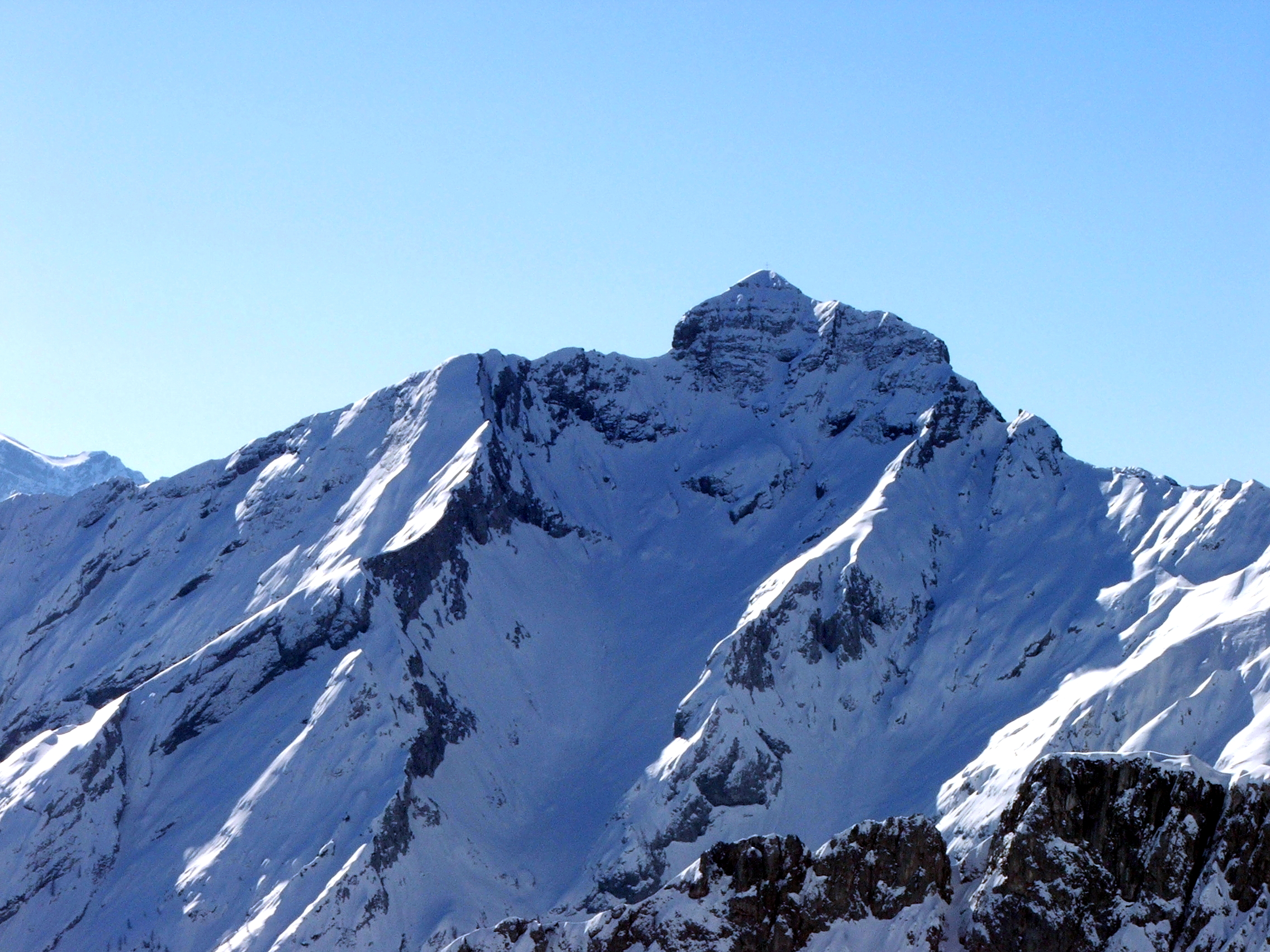

46°01′29″N 9°42′46″E / 46.02472°N 9.71278°E
佩蓋羅洛山（義大利語：Monte Pegherolo），是意大利的山峰，位於該國北部，由倫巴第大區負責管轄，屬於貝爾加莫阿爾卑斯山脈的一部分，海拔高度2,369米，每年平均降雨量1,675毫米。